# 大日本帝国憲法第71条
大日本帝国憲法第71条（だいにほん/だいにっぽん ていこくけんぽう だい71じょう）は、第6章にある、前年度の予算の踏襲に関する規定である。

## 現代風の表記
帝国議会において、予算を議定しない、又は予算が成立に至らないときは、政府は、前年度の予算を施行しなければならない。

## 参考資料
国立国会図書館 大日本帝国憲法